# Темний кисень

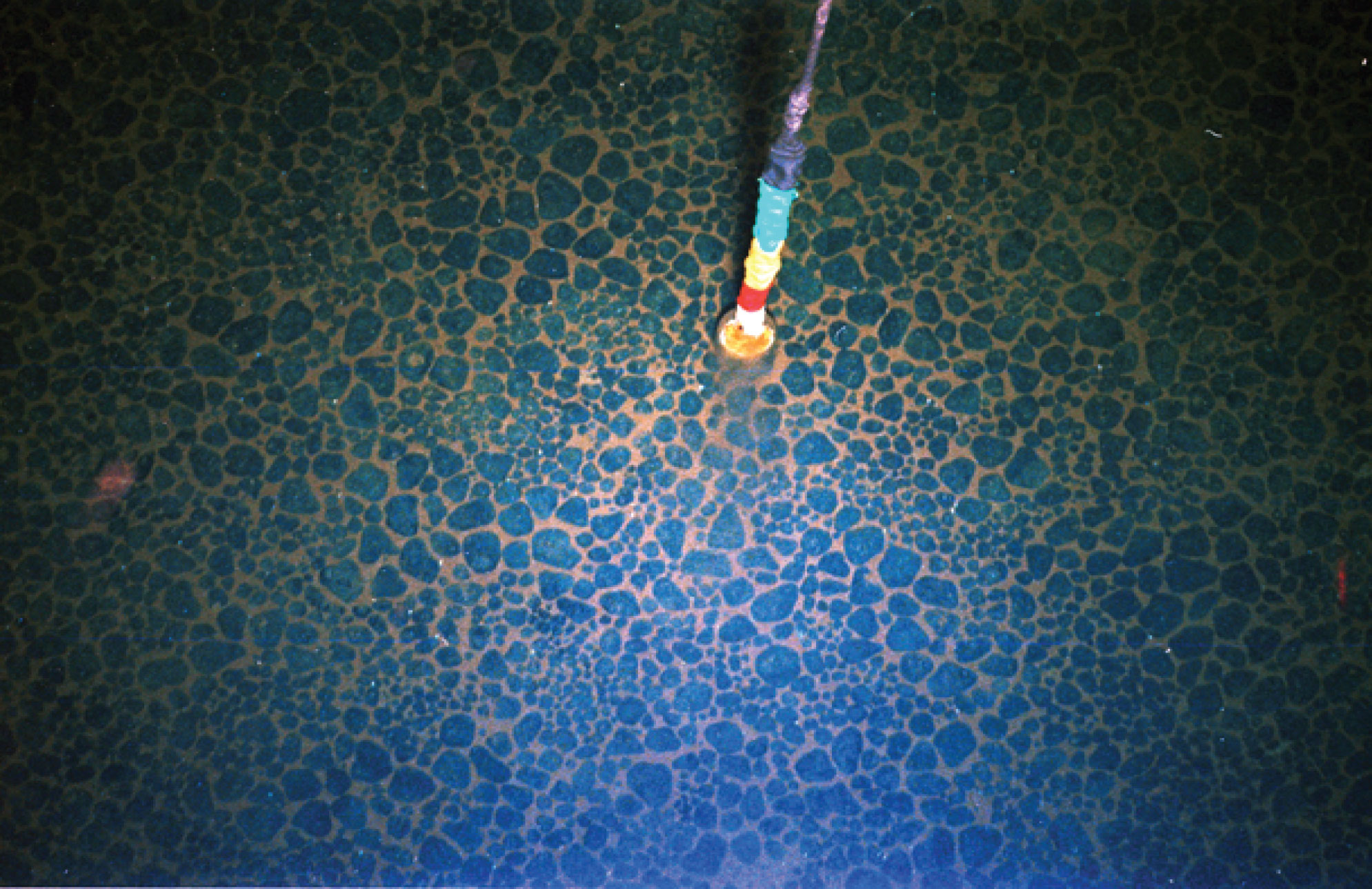
Пласт марганцевих конкрецій біля берегів островів Кука

Темний кисень — це науковий термін для визначення молекул кисню (O2), які знаходяться на таких глибинах океанів, де світло не може проникнути, що виключає можливість їх утворення шляхом фотосинтезу.  
Темний кисень виробляється металевими конкреціями в глибоководних районах океану нижче 4,000 метрів електролізом — процес розділення води на кисень і водень за допомогою електричного струму. 
Ендрю Світман, професор Шотландської асоціації морських наук, досліджував зону Кларіон-Кліппертон, територію між Гаваями та Мексикою, коли його команда зробила відкриття, оголошене в 2024 році.
Це відкриття ставить під сумнів давню теорію про те, що весь молекулярний кисень утворюється в результаті фотосинтезу. Дослідження було опубліковано в журналі Nature Geoscience. 

## Відкриття

### Хімічний процес
Гіпотетичний процес, описаний для отримання темного кисню, відомий як електроліз морської води. У цьому хімічному процесі різниці електричних потенціалів лише 1,5 В достатньо, щоб розпочати розділення водню та кисню за допомогою електролізу . Найвища напруга, яка спостерігалася під час експедиції, становила 0,95 В; але робоча гіпотеза полягає в тому, що морська вода та рідкісні метали на великих глибинах океану діють як хімічна батарея.  Дослідження в Nature Geoscience не пояснює, чому ця «батарея» не розряджається, або не дає відповіді на такі термодинамічні проблеми як, ідентичність джерела(ел) енергії, необхідного(их) для безперервного електролізу.

### Наслідки
Наслідки виробництва темного кисню за допомогою електролізу кидають виклик усім існуючим теоріям і моделям розвитку біологічного життя на Землі. До цього моменту всі такі теорії передбачали, що весь кисень був вироблений шляхом фотосинтезу рослинами та водоростями. 